# 高山しのぶ
高山 しのぶ（たかやま しのぶ、2000年11月28日 - ）は、日本の漫画家。

## 作品リスト

### 漫画
- あまつき（『コミックZERO-SUM』連載、全24巻）
- MR.MORNING （『コミックZERO-SUM増刊WARD』連載、全2巻）
  - MR.APPLICANT（『ゼロサムオンライン』連載、全3巻）
- ハイガクラ（『コミックZERO-SUM増刊WARD』連載、既刊17巻）
- 高山しのぶ短編集 金色狼と赤ずきん（全1巻）
  - ホリー・グリーンと白い箱庭（『ゼロサムオリジナルアンソロジーシリーズArcana』掲載）
  - かごめの鳥は今どこへ（『ゼロサムオリジナルアンソロジーシリーズArcana』掲載）
  - 三賊古史（『ゼロサムオリジナルアンソロジーシリーズArcana』掲載）
  - ひよりまじ（『あやかし男子 ふしぎ幻想アンソロジー』掲載）
  - 鵷鸞遠巒（書き下ろし）
  - 金色狼と赤頭巾（書き下ろし）
- さきたま（『Nemuki+』連載、既刊5巻）
- 週刊マンガ日本史（第32号）
- ぼくは絶対はなさない（『異世界に転生して愛されるアンソロジー』掲載）
- 未完成サイコロトニクス（『コミックZERO-SUM』連載、全4巻）
- 花燭の白（『コミックZERO-SUM』連載、既刊9巻）
- 強面さんとバイト君（『＃BがLする 4ページアンソロジー ～好きがあふれて止まらない!～』掲載）
- いや、俺は護衛騎士ですが〜嫁選びで王子が選んだのは、そこにいた男でした〜（原作：セブン、『異世界の溺愛はチート級でした！？ BLアンソロジー』掲載）
- 双翼の夢（『異世界で愛しの彼♂に寵愛されちゃう♥ BLアンソロジー』掲載）

### イラスト・挿絵
- アクエリアンエイジ
- 東京乙女ガイド
- 天国の扉は2つある （集英社コバルト文庫、小林フユヒ/著、全2巻)
- 扇舞う (幻狼ファンタジアノベルス、駒崎優/著、全1巻）
- 金星特急 (新書館ウィングス文庫、嬉野君/著、全9巻）
- 騎士は踊る -マグノリア・ナイツ-(一迅社文庫アイリス、水壬楓子/著、全1巻）
- エージェント・コード -恋の陰謀は執筆のあとで- (一迅社文庫アイリス、瑞山いつき/著、全1巻)
- 私は歌い、亡き王は踊る（C★NOVELSファンタジア、岡野めぐみ/著、全1巻）
- 受難の三兄弟（C★NOVELSファンタジア、岡野めぐみ/著、全3巻）
- 北条奥右衛門の秘密 虚妄事件簿（集英社コバルト文庫、野村行央/著、全1巻）
- 怪奇編集部「トワイライト」（集英社オレンジ文庫、瀬川貴次/著、全3巻）
- 異世界でのおれへの評価がおかしいんだが（&arche NOVELS、秋山龍央/著、全5巻）
- 続・金星特急 竜血の娘 (新書館ウィングス文庫、嬉野君/著、既刊4巻）
- 元婚約者から逃げるため吸血伯爵に恋人のフリをお願いしたら、なぜか溺愛モードになりました（Kラノベブックスf、当麻リコ/著、全1巻）

### ドラマCD
- あまつき 春に雷 花に風（コミックZERO-SUM誌上通販（一迅社）／一般流通（フロンティアワークス））
- ハイガクラ（コミックZERO-SUM誌上通販（一迅社）／一般流通（フロンティアワークス））
- MR.MORNING（コミックZERO-SUM誌上通販（一迅社））
  - MR.APPLICANT（コミックス第1巻限定版付属品（一迅社））

### アニメ
- あまつき - 原作
- TVアニメ ストレンジ・プラス 第6話 - エンドカード
- ハイガクラ - 原作

### キャラクターデザイン
- 金色のコルダ スターライトオーケストラ（コーエーテクモゲームス）
  - COMICではキャラクターデザイン原案表記[1]
- MintLipによるプロジェクト『Star sign』[2]